# Le 7e Round
Le 7e Round une série télévisée sportive québécoise en onze épisodes de 45 minutes scénarisée par Michelle Allen et diffusée entre le 5 octobre et le 14 décembre 2006 à la Télévision de Radio-Canada.
La série a été doublée pour une diffusion en France.

## Synopsis
Karl Tozzi, 28 ans, est boxeur. Son rêve est de devenir champion du monde.

## Distribution

### Acteurs principaux
- Sébastien Delorme (VF : Fabrice Lelyon) : Karl 'K.-O.' Tozzi
- Julie Le Breton (VF : Jessie Lambotte) : Stéphanie Dubreuil
- Denis Bernard : Daniel Ducharme
- Patrice Godin : Samuel Tremblay
- Nicolas Canuel : Christian Héneault
- Gilles Renaud : Nick Tozzi
- Julie Deslauriers (VF : Hélène Bizot) : Nancy Gélinas
- Frédéric Pierre : Joël Janvier
- Sharlène Royer : Julliette Janvier
- Isabel Richer : Ève Dubreuil
- Louis-David Morasse : Antoine Falardeau
- Christopher Heyerdahl (VF : Julien Chatelet) : Arthur Kennedy
- Micheline Lanctôt : Marcelle Michaud
- Pierre Collin : Roger Blanchette
- Jean-Marie Lapointe : Louis « Le Lion » Sigouin
- Isabelle Guérard : Karine
- Marie Tifo : Muriel Renaud
- Geneviève Déry : Marion Tremblay
- Fayolle Jean Junior : Malcolm Jones
- Amélie Lafleur : Mélissa
- Francine Ruel : Yolande Tremblay
- Véronic DiCaire : Victoria Leblanc
- Maxime Dumontier : Jeff

### Acteurs secondaires
- Neil Kroetsch : Lewis
- Vlasta Vrana : M. Burns
- Nathalie Breuer : Lieutenant Papineau
- Pierre Maillous : Guy
- Yvon Michel : Commentateur
- Michel Lacroix : Présentateur (Hall des Sports)
- Gabriel Verdier-Plante : Hugo
- Léa-Marie Cantin : Infirmière (salle d'attente)
- Judith Baribeau : Réceptionniste (New York)
- Rosie Yale : Claudine
- Sabine Karsenti : Norah Offley (Royal Casino)
- Stéphane Désormiers : Marquez
- Christian Gauthier : Présentateur (Philadelphie)
- Tony Robinow : John Brogan (BWW)
- Nico Gagnon : Journaliste # 1
- Jacques Baril : Journaliste # 2
- Jean-Sébastien Lavoie : Journaliste # 3
- Sylvain Dubois : Boxeur ami # 1 de Malcolm
- Dominic Lawrence James : Boxeur ami # 2 de Malcolm
- Pierre Gauvreau : Prêtre (Cimetière)
- Marlon B. Wright : Arbitre (Karl / Philadelphie)
- Mike Griffin : Arbitre #1 (Hall des Sports)
- Pascale Delhaes : Infirmière (Hôpital Daniel)
- Pierre-Henri Noël : Jack Kohn
- Guy Jutras : Arbitre # 2 (Hall des Sports)
- Claude-Michel Coallier : Policier
- Harry Standjofski : Frank Moreno

 Source et légende : version française (VF) sur RS Doublage

## Fiche technique
- Scripte : Chantal Des Ruisseaux
- Assistante-scripte : Caroline-Isabelle Bédard
- Réalisateur : Sylvain Archambault
- Producteur : André Dupuy
- Producteurs exécutifs : Jacquelin Bouchard, Sylvie Desrochers, Carole Dufour
- Producteure déléguée : Valérie Allard
- Auteure et consultante à la production : Michelle Allen
- Consultant boxe : Yvon Michel
- Produit par : Productions Pixcom Trois Inc.